# آنا اوفلیا مورگویا
آنا اوفلیا مورگویا (فرانسوی: Ana Ofelia Murguía‎؛ ۸ دسامبر ۱۹۳۳ – ۳۱ دسامبر ۲۰۲۳) بازیگر مکزیکی بود. او در انیمیشن کوکو، صداپیشگی مادرِ کوکو را بر عهده داشت. مورگویا در ۳۱ دسامبر ۲۰۲۳، در سن ۹۰ سالگی درگذشت.